# Han Busker
Han Harman Busker (Enschede, 18 augustus 1960) was van maart 2017 tot maart 2021 voorzitter van de FNV. Hij werd opgevolgd door Tuur Elzinga na een ledenraadpleging. Na zijn voorzitterschap werd hij strategisch adviseur bij het CAOP, het kenniscentrum voor arbeidsmarktvraagstukken.

## Opleiding en carrière
Na de mavo ging Busker aan de slag bij de Koninklijke Marechaussee, waar hij doorstroomde als Algemeen Opsporingsambtenaar. Daar werd hij direct vakbondslid. Er waren problemen met de uitrusting en de dienstroosters. Daar leerde hij naar eigen zeggen 'dat je zonder bond, zonder goede organisatie, niets voor elkaar krijgt.' Hij stapte in 1986 over naar de politie, eerst in de gemeente Amsterdam en vervolgens op Schiphol. In 1997 ging hij aan de slag als individuele belangenbehartiger bij MARVER, vakbond de Marechausseevereniging.
Vervolgens werd hij daar voorzitter en daarnaast onder meer vicevoorzitter van AFMP, de Algemene Federatie van Militair Personeel, bestuurslid van Euromil, de koepelorganisatie van Europese militaire vakbonden en penningmeester bij EuroCOP, de koepelorganisatie van Europese Politie vakbonden.

#### Politiebond
In 2008 werd Busker voorzitter van de NPB, de Nederlandse Politiebond. Naast het feit dat hij in 2015 de langste politiestaking in de geschiedenis leidde, met als resultaat ruim 5 procent loonsverhoging, wist Busker tijdens Rijksbrede bezuinigingen een uitzonderingspositie af te dwingen voor agenten, via een handvol gerichte, effectieve werkonderbrekingen.

## Voorzitterschap FNV

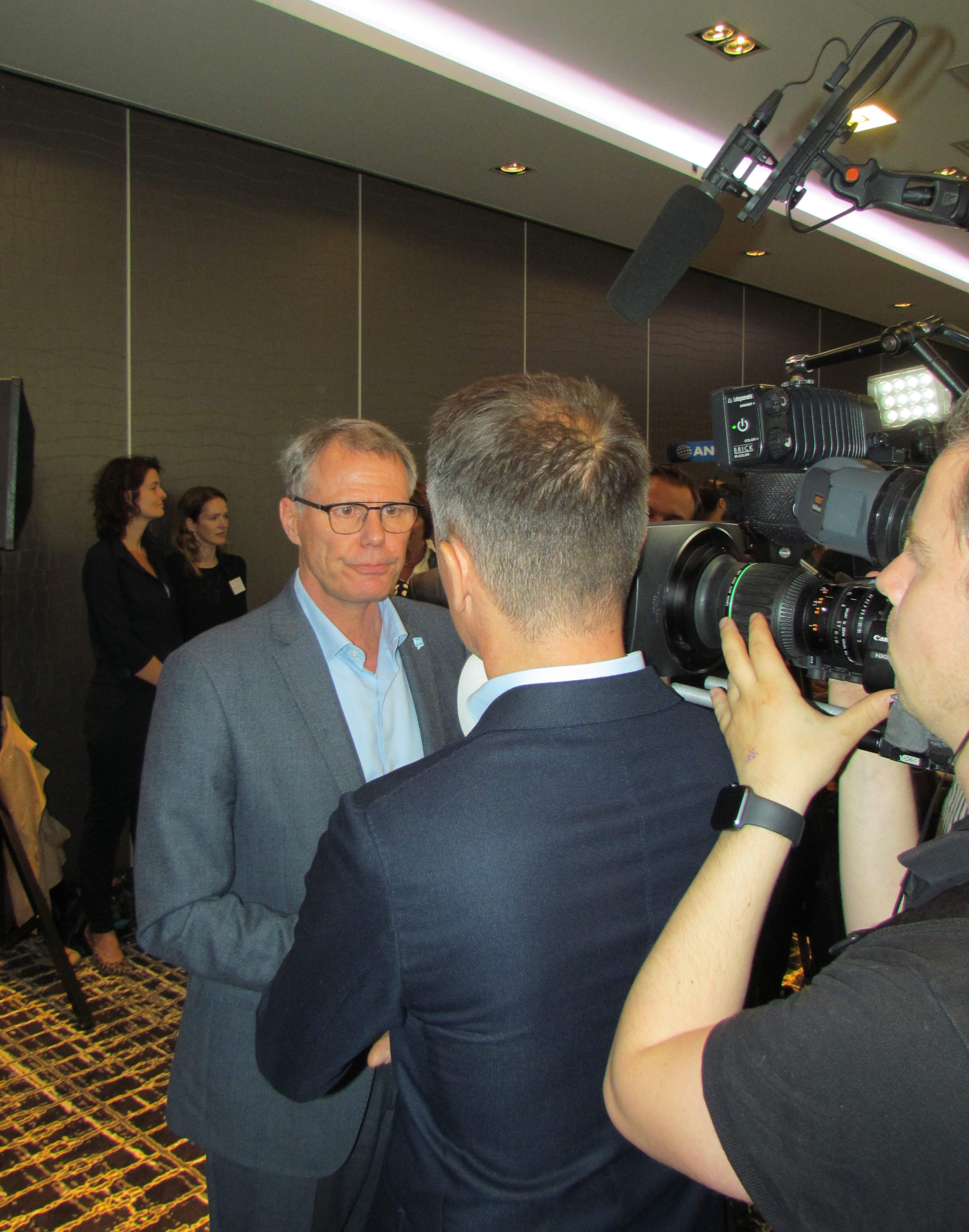
Busker staat de pers te woord nadat hij heeft bekendgemaakt dat het ledenparlement van de vakbond heeft ingestemd met het pensioenakkoord tussen het kabinet-Rutte III, werkgevers en vakbonden, juni 2019

Nadat Ton Heerts per 1 juli 2016 was vertrokken als FNV-voorzitter, werd Busker door het bestuur voorgedragen als kandidaat voor het vrijgekomen voorzitterschap. Drie vicevoorzitters van de bond hadden aanvankelijk aangegeven zelf wel voorzitter te willen worden. Om ruzie te voorkomen werd Busker echter als compromiskandidaat gekozen. Bij de selectie door een toetsingscommissie vielen nog eens vier andere kandidaten af. De hoofdreden voor de voorkeur van het bestuur voor Busker was dat hij voldoende ervaring zou hebben in het Haagse circuit en geschikt zou zijn voor de zware taak. Ondanks het feit dat Busker de enige kandidaat was mochten de FNV-leden nog wel stemmen over de kandidaatstelling van Busker, via een ledenraadpleging. Op 10 maart 2017 werd bekendgemaakt dat een grote meerderheid (96,52%) van de leden die een stem uitbrachten (ongeveer 5% van alle leden) had ingestemd met de benoeming van Busker tot voorzitter. Tijdens zijn voorzitterschap kwam de FNV onder meer succesvol in actie tegen de flexibilisering van de arbeidsmarkt en voor het verhogen van het minimumloon via de Voor 14 campagne. Toen vakbond FNV twee jaar geleden begon met campagnevoeren voor een verhoging van het minimumloon tot 14 euro (60 procent van het mediaaninkomen) waaide nog een hele andere wind in Nederland. De FNV ging onder het voorzitterschap van Busker ook weer meer de straat op.

#### Coronacrisis
Tijdens de coronacrisis schoven de sociale partners wekelijks aan bij het kabinet om te spreken over de economische ontwikkelingen en de NOW steunpakketten. De inzet van de FNV  was vanaf het begin om zoveel mogelijk banen en inkomens te behouden en te zorgen dat er niemand tussen wal en schip viel. In het overleg met het kabinet werden onder meer de maatregelen besproken die er voor zorgden dat de lonen van veel mensen doorbetaald konden worden.

#### Overlijden Wim Kok
Bij het overlijden van Wim Kok, een van zijn voorgangers als voorzitter van de FNV, sprak Busker tijdens de herdenkingsdienst in het Concertgebouw in Amsterdam. Hij noemde Kok hier een 'geweldige vakbondsman en een geweldige voorzitter'.

## Pensioenakkoord
In november 2018 strandde de onderhandelingen over een nieuw pensioenstelsel tussen kabinet, vakbonden en werkgevers. Na maandenlange gesprekken, waarbij aan het einde ook premier Rutte aanschoof vonden de vakbonden het aanbod van het kabinet niet genoeg om te tekenen. De vakbonden kondigden daarna aan om in actie te komen om hun eisen kracht bij te zetten. Na een grote actiebijeenkomst op 24 november volgden er door het hele land kleinere en grotere actie die op 18 maart 2019 uitmondden in een grote actiedag voor een beter pensioenstelsel. Er was een spoorwegstaking van 66 minuten en tienduizenden mensen verzamelden zich op pleinen op verschillende plekken in Nederland. De acties die 's middags nog plaats zouden vinden op Schiphol en het Malieveld werden voortijdig afgeblazen naar aanleiding van een aanslag in Utrecht.
Na de acties werden de gesprekken hervat en werd er op 5 juni 2019 bij de SER een voorlopig pensioenakkoord gepresenteerd. De FNV legde dit akkoord via een referendum voor aan de leden.

#### Referendum
In het referendum over het pensioenakkoord stemden 375.823 FNV leden. Van hen stemde 76 procent voor en 23 procent tegen het akkoord. 1 procent gaf geen mening. Het opkomstpercentage lag hiermee op 37 procent. Dit was de hoogste opkomst bij een FNV-referendum ooit.

## Afscheid
Op 16 september 2021 kondigde Busker aan het als voorzitter van de FNV bij één termijn te houden. Hij trad op 1 januari 2022 als strategisch adviseur in dienst bij de stichting CAOP en per 1 oktober 2023 toe tot de raad van commissarissen van de PGGM voor een periode van vier jaar.

## Persoonlijk
Zijn vader was beroepsmilitair, zijn moeder huisvrouw. Zijn zus werkte bij een reisbureau in Zeist, waar hij ook op school zat. Het was gespecialiseerd in lange reizen voor mensen die hun geëmigreerde familieleden gingen opzoeken, Canada en Australië. Zij bezorgde hem daar zijn eerste vakantiebaan. Daar vouwde hij in de postkamer als 15-jarige folders en stopte die in enveloppen. Drie weken achter elkaar in de zomer, vijf dagen in de week. Hij spaarde voor zijn vakantie met vrienden in Nederland en had op die leeftijd ook gewoon behoefte om zelfstandig geld te verdienen.
- Nederlandse Thesaurus van Auteursnamen: 424364050
- Virtual International Authority File: 450157523501627032866